# Порушення CP-інваріантності

Вгорі: розпади мезона на (зліва) та мезона на (справа) відбуваються з різною імовірністю (про що свідчить різна висота головного піка), що є порушенням CP-симетріі. Внизу: приклад процесу без порушення CP-симетріі. Дані експерименту LHCb в CERN.

У фізиці елементарних частинок порушення CP-інваріантності (англ. CP violation) — це порушення симетрії зарядової парності: поєднання C-симетрії (симетрія заряду) та P-симетрії (симетрія парності). CP-симетрія стверджує, що закони фізики повинні бути однаковими, якщо частинка замінюється своєю античастинкою (симетрія C), в той час як її просторові координати обернені («дзеркальна» або P-симетрія). Відкриття порушення CP-симетрії в 1964 р. у розпадах нейтральних каонів призвело до Нобелівської премії з фізики в 1980 р. для його відкривачів Джеймса Кроніна та Валь Фітча .
Порушення CP-інваріантності відіграє важливу роль як у спробах космології пояснити домінування речовини над антиречовиною в сучасному Всесвіті, так і у вивченні слабких взаємодій у фізиці частинок.

## Огляд
До 1950-х років збереження парності вважалося одним із основних законів збереження у фізиці (поряд із збереженням енергії та збереженням імпульсу). Після виявлення порушення парності в 1956 р. було запропоновано комбіновану CP-симетрію, яка, здавалося б, мала б зберігатися в усіх взаємодіях. Однак, хоча сильна взаємодія та електромагнітна взаємодія здаються інваріантними при операції перетворення СР, подальші експерименти показали, що ця симетрія трохи порушується у певних типах слабких розпадів .
Таким чином, було запропоновано нову симетрію, яка зберігається в усіх взаємодіях: CPT-симетрія . Окрім С і Р, існує третя операція, реверсія часу Т, яка відповідає реверсу руху. Незмінність при звороті часу означає, що коли рух дозволений законами фізики, зворотний рух також є дозволеним і відбувається з однаковою швидкістю вперед і назад.
Вважається, що комбінація СРТ являє собою точну симетрію всіх типів фундаментальних взаємодій — це випливає з теоретичних міркувань (порушення CPT-інваріантності вело б до порушення лоренц-інваріантності) і підтверджується експериментальними даними. Через симетричність CPT, порушення CP-симетрії рівнозначно порушенню симетрії T.

## Історія

### Р-симетрія
Ідея симетрії парності полягала в тому, що рівняння фізики частинок є інваріантними щодо дзеркальної інверсії. Це призвело до передбачення, що дзеркальне відображення реакції (наприклад, хімічної реакції або радіоактивного розпаду) відбувається з тією ж швидкістю, що і вихідна реакція (за умови, що обидві реакції дозволені кінематично). Однак у 1956 р. ретельний критичний огляд існуючих експериментальних даних фізиками - теоретиками Цзундао Лі та Чженьніном Яном показав, що, хоча збереження парності було підтверджено при розпаді через сильну або електромагнітну взаємодію, воно не було перевірено на той час при слабкій взаємодії. Вони запропонували кілька можливих прямих експериментальних випробувань.
Перший тест, заснований на бета-розпаді ядер кобальту-60, був проведений в 1956 р. групою під керівництвом Чьєн-Шун Ву і продемонстрував, що слабкі взаємодії порушують симетрію Р, тобто, за аналогією, певні реакції відбувались не так часто, як дзеркальне відображення. Однак симетрія парності все ще є справедливою для всіх реакцій, що відбуваються під дією електромагнетизму або сильної взаємодії .

### CP-симетрія
Загалом, симетрію квантово-механічної системи можна відновити, якщо можна знайти іншу наближену симетрію S таку, що комбінована симетрія PS залишається незламною. Незабаром після виявлення порушення Р, було запропоновано, що спряження зарядової парності С, яке перетворює частинку в свою античастинку, є відповідною симетрією для відновлення порядку.
Лев Ландау припустив в 1957 р., що саме СР-симетрія є справжньою симетрією між матерію та антиматерією. CP-симетрія є продуктом двох перетворень: C для спряження заряду та P для парності. Іншими словами, процес, при якому всі частинки обмінюються своїми античастинками, вважався еквівалентним дзеркальному відображенню початкового процесу.

## Експериментальне відкриття

### Непряме порушення CP-симетрії
У 1964 році Джеймс Кронін, Валь Фітч та його колеги надали чіткі докази того, що CP-симетрія може бути порушена у розпадах нейтральних каонів. Ця робота принесла їм Нобелівську премію з фізики 1980 року. Це відкриття показало, що слабкі взаємодії порушують не тільки симетрію зарядової парності між частинками та античастинками та парність окремо, але також і їх поєднання. Відкриття шокувало фізику елементарних частинок і поставило питання, що залишаються основою фізики частинок і космології на сьогодні. Відсутність точної CP-симетрії, але також той факт, що це порушення настільки мале (у розпадах каонів воно проявлялось лише у 0,2 % випадків), створило велику загадку.
Виявлене в 1964 р. порушення СР-симетрії було пов'язане з тим, що нейтральні каони можуть трансформуватися у свої античастинки (в яких кожен кварк замінюється антикварком іншого) і навпаки (див. Осциляції нейтральних частинок), однак таке перетворення не відбувається з абсолютно однаковою ймовірністю в обох напрямках; це називається непрямим порушенням CP-симетрії.

### Пряме порушення CP-симетрії

Діаграма Фейнмана для осциляції каонів: перетворення нейтрального каона на нейтральний анти-каон.

Незважаючи на численні пошуки, жодного іншого прояву порушення СР-симетрії не було виявлено аж до 1990-х років, коли експеримент NA31 у ЦЕРНі виявив інше проявлення порушення СР-симетрії в процесі розпаду тих самих нейтральних каонів (пряме порушення СР-симетрії). Спостереження було підтверджене в 1999 році в результаті експерименту KTeV у Фермілабі та експерименту NA48 у ЦЕРНі .
Починаючи з 2001 року, нове покоління експериментів, включаючи експеримент BaBar в Стенфордському лінійному прискорювальному центрі (SLAC) та експеримент Belle при Науково-дослідній організації прискорювачів високих енергій (KEK) в Японії, спостерігали пряме порушення CP в іншій системі, а саме при розпаді B-мезонів. В даний час виявлено велику кількість процесів порушення CP-симетрії в розпадах B-мезонів.
У 2013 році експеримент LHCb в CERN оголосив про виявлення порушення CP при розпадах {\displaystyle B_{s}^{0}}-мезонів.
У березні 2019 року LHCb оголосив про виявлення порушення CP в принципово іншій системі — {\displaystyle D^{0}}-мезонах. Це відкриття потребувало великої кількості даних, оскільки {\displaystyle D^{0}}-мезони мають значно коротший час життя порівняно з каонами чи B-мезонами, отже, зазвичай розпадаються ще до того, як відбувається осциляція між {\displaystyle D^{0}}-мезоном та {\displaystyle {\bar {D}}^{0}}-мезоном.
У 2020 році експеримент T2K вперше повідомив про деякі ознаки порушення СР-симетрії в осциляціях нейтрино. У цьому експерименті досліджували пучки мюонних нейтрино (
ν
μ) та мюонних антинейтрино (
ν
μ), утворених в зіткненнях пучка мюонів з мішенню. За час руху до детектора, мюонні (анти)нейтрино мали змогу осцилювати в електронні (анти)нейтрино. При цьому, частка електронних нейтрино (
ν
e) в пучках 
ν
μ виявилась значно вищою, ніж частка електронних антинейтрино (
ν
e) в пучках 
ν
μ. Результати ще не були достатньо точними, щоб порівняти розмір порушення CP-симетрії з тим, що спостерігається у перетвореннях адронів (кварків). Крім того, в іншому подібному експерименті NOvA не бачить доказів порушення СР в осциляціях нейтрино, тому додаткові дані необхідні для встановлення цього ефекту.

## Порушення CP в Стандартній моделі
«Пряме» порушення CP-симетрії допускається у Стандартній моделі, якщо в CKM-матриці, що описує змішування кварків, або в PMNS-матриці, що описує змішування нейтрино, з'являється комплексна фаза. Необхідною умовою появи комплексної фази є існування принаймні трьох поколінь кварків — таким чином, саме спостереження порушення CP-симетрії в розпадах каонів дозволило передбачити існування трьох поколінь кварків. За це передбачення Кобаясі та Масукава отримали Нобелівську премію 2008 року. Якщо б існувало менш ніж 3 покоління, параметр комплексної фази може бути усунутий при перевизначенні полів кварків.
Числовим параметром, що оцінює кількість порушення CP-симетрії в CKM-матриці, є інваріант Ярлског:
{\displaystyle \,J=c_{12}c_{13}^{2}c_{23}s_{12}s_{13}s_{23}\sin \delta \approx 3\times 10^{-5}\,.}
Причина, через яку комплексна фаза спричиняє порушення СР, не одразу очевидна, але її можна побачити наступним чином. Розглянемо будь-які дві частинки (або набори частинок) {\displaystyle a} і {\displaystyle b}, та їх античастинки {\displaystyle {\bar {a}}} і {\displaystyle {\bar {b}}} . А тепер розглянемо процес перетворення {\displaystyle a\rightarrow b} і відповідний процес перетворення античастинок {\displaystyle {\bar {a}}\rightarrow {\bar {b}}}, і позначимо їх амплітуди {\displaystyle M} і {\displaystyle {\bar {M}}} відповідно. Якщо б не існувало порушення CP-симетрії, ці амплітуди могли б мати однакову комплексну фазу. Можна розділити величину і фазу, записавши {\displaystyle M=|M|e^{i\theta }} . Тепер, можна ввести додаткову фазу з (наприклад) CKM-матриці, та позначити її {\displaystyle e^{i\phi }} . Оскільки {\displaystyle {\bar {M}}} містить спряжену матрицю до {\displaystyle M}, він матиме фазу {\displaystyle e^{-i\phi }} .
Таким чином,
{\displaystyle M=|M|e^{i\theta }e^{i\phi }}
{\displaystyle {\bar {M}}=|M|e^{i\theta }e^{-i\phi }}
Фізично вимірювані ймовірності реакції пропорційні до {\displaystyle |M|^{2}}, отже, поки що немає різниці між процесами для частинок та античастинок. Однак є випадки, коли процес проходить через проміжні стани. Розглянемо два не пов'язані проміжні стани: {\displaystyle a\rightarrow 1\rightarrow b} і {\displaystyle a\rightarrow 2\rightarrow b}. Тепер ми маємо:
{\displaystyle M=|M_{1}|e^{i\theta _{1}}e^{i\phi _{1}}+|M_{2}|e^{i\theta _{2}}e^{i\phi _{2}}}
{\displaystyle {\bar {M}}=|M_{1}|e^{i\theta _{1}}e^{-i\phi _{1}}+|M_{2}|e^{i\theta _{2}}e^{-i\phi _{2}}}
Таким чином,
{\displaystyle |M|^{2}-|{\bar {M}}|^{2}=-4|M_{1}||M_{2}|\sin(\theta _{1}-\theta _{2})\sin(\phi _{1}-\phi _{2})}
Таким чином, ми бачимо, що комплексна фаза породжує процеси, що протікають з різною швидкістю для частинок та античастинок, і CP-інваріантність порушується.
Загалом, в Стандартній моделі є три типи порушення CP-симетрії в кварковому секторі:
- Порушення CP-симетрії в змішуванні частинки-античастинки (непряме порушення CP-симетрії): проявляється в нейтральних мезонах {\displaystyle K^{0},D^{0},B^{0},B_{s}^{0}}, які можуть змішуватись з власними античастинками {\displaystyle {\bar {K}}^{0},{\bar {D}}^{0},{\bar {B}}^{0},{\bar {B}}_{s}^{0}}. Якщо ймовірність переходу {\displaystyle {\bar {K}}^{0}\rightarrow K^{0}} відрізняється від імовірності переходу {\displaystyle K^{0}\rightarrow {\bar {K}}^{0}}, виникає порушення CP-симетрії.
- Порушення CP-симетрії в розпадах частинок (пряме порушення CP-симетрії): ймовірність розпаду частинки (позначимо її {\displaystyle T}) в певний кінцевий стан (позначимо його {\displaystyle E}) відрізняється від ймовірності розпаду анти-частинки {\displaystyle {\bar {T}}} в кінцевий стан із анти-частинок {\displaystyle {\bar {E}}}.
- Порушення CP-симетрії в інтерференції між змішуванням та розпадом: відбувається, якщо нейтральний мезон ({\displaystyle K^{0},D^{0},B^{0},B_{s}^{0}}) може розпадатися в такий самий кінцевий стан, в який також може розпадатися і його анти-частинка. Таким чином, виникає інтерференція між двома процесами: частинка або розпадається напряму в певний кінцевий стан, або ж спершу осцилює, перетворюючись на анти-частинку, і лише потім розпадається в той самий кінцевий стан. Прикладом є процес {\displaystyle B^{0}\rightarrow J/\psi K_{S}^{0}} та {\displaystyle {\bar {B}}^{0}\rightarrow J/\psi K_{S}^{0}}, відкриття порушення CP-інваріантності в якому призвело до Нобелівської премії 2008 року.

## Сильна проблема СР
Експериментально не було знайдено порушення CP-симетрії в квантовій хромодинаміці. Наприклад, порушення CP-симетрії у сильних взаємодіях створило б електричний дипольний момент нейтрона, який був би порядка 10−18 e·м, тоді як експериментальна верхня межа становить приблизно одну трильйонну частку цього значення. Постає питання, чому CP-симетрія може порушуватися в певних взаємодіях, і виконуватися в інших? Ця проблема відома як «сильна проблема СР».
Проблема постає тому, що в лагранжіані КХД можуть існувати члени, здатні порушити CP-симетрію:
{\displaystyle {\mathcal {L}}=-{\frac {1}{4}}F_{\mu \nu }F^{\mu \nu }-{\frac {n_{f}g^{2}\theta }{32\pi ^{2}}}F_{\mu \nu }{\tilde {F}}^{\mu \nu }+{\bar {\psi }}(i\gamma ^{\mu }D_{\mu }-me^{i\theta '\gamma _{5}})\psi }
Для ненульового вибору кута θ очікується порушення CP-симетрії. Таким чином, залишається пояснити, чому цей кут надзвичайно малий (або рівний нулю).
Існує кілька запропонованих рішень для вирішення сильної проблеми CP у фізиці за межами Стандартної моделі. Найвідомішою є теорія, що включає нові скалярні частинки, звані аксіонами . Однак, жодних експериментальних підтверджень існування аксіонів не було виявлено.

## Дисбаланс матерії та антиматерії у Всесвіті
Всесвіт складається переважно з матерії (речовини), а не з рівних частин речовини та антиречовини, як можна було очікувати. Для створення дисбалансу речовини та антиречовини з початкового стану рівноваги (у процесі Великого Вибуху) повинні бути виконані умови Сахарова, однією з яких є наявність порушення CP-симетрії під час екстремальних умов перших секунд після Великого вибуху. Пояснення, які не покладаються на порушення СР-симетрії, є менш правдоподібними, оскільки вони вимагають існування дисбалансу матерії та антиматерії з самого початку (що не вписується в відомі фізичні механізми).
Великий вибух мав би утворити рівну кількість речовини та антиречовини, якби зберігалася CP-симетрія. Але в такому випадку невдовзі мала б статись повна анігіляція обох — протони повинні були бути анульовані антипротонами, електрони позитронами, нейтрони антинейтронами тощо. Це призвело б до того, що у Всесвіті б не лишилося речовини, а лише випромінювання (переважно фотони). Оскільки це не так (речовина існує, а антиречовини навколо нас не існує), після Великого вибуху фізичні закони мали діяти по-різному щодо речовини та антиречовини, тобто порушуючи CP-симетрію. Більша частина речовини та антиречовини все ж мала анігілювати, проте, невелика асиметрія в цих процесах мала стати причиною того, що частина речовини все ж лишилася.
Стандартна модель може містити принаймні три джерела порушення СР-інваріантності. Перший із них, за участю матриці Кабіббо — Кобаясі — Маскави у перетвореннях кварків, спостерігався експериментально і може пояснити лише незначну частину порушення СР-симетрії, необхідного для пояснення асиметрії матерії-антиматерії у Всесвіті. Сильна взаємодія також може порушувати CP, але експерименти свідчать про те, що будь-яке порушення CP у сильному секторі (якщо взагалі існує) також є занадто малим. Третім джерелом порушення СР є матриця Понтекорво – Макі – Накагава – Саката в лептонному секторі. Дослідження осциляцій нейтрино тривають: сучасні експерименти будуть достатньо чутливими, щоб спостерігати порушення CP-симетрії, якщо воно існує. Якщо нейтрино є ферміонами Майорани, матриця ПМНС може мати дві додаткові фази, що породжують четверте джерело порушення CP в рамках Стандартної моделі. Експериментальним доказом того, що нейтрино є ферміонами Майорани, було б спостереження безнейтринного подвійного бета-розпаду (яке експериментально не було виявлено). Порушення CP в лептонному секторі породжує асиметрію речовини-антиматерії через процес, який називається лептогенезисом. Цей процес може стати найкращим поясненням асиметрії речовини-антиречовини у Всесвіті, якщо порушення CP-симетрії буде експериментально підтверджено в лептонному секторі.
Якщо порушення CP в лептонному секторі також виявиться занадто малим, щоб врахувати асиметрію речовини та антиматерії, для пояснення додаткових джерел порушення CP буде потрібно якась нова фізика за межами Стандартної моделі. Додавання нових частинок та/або взаємодій до Стандартної моделі, як правило, вводить нові джерела порушення CP, оскільки CP не є точною симетрією природи.
Сахаров пропонував спосіб відновити CP-симетрію за допомогою T-симетрії, розширивши простір-час до Великого вибуху. Він описав повне відображення CPT подій з кожного боку того, що він назвав «початковою особливістю». Через це явища з протилежною стрілкою часу при t <0 зазнають протилежного порушення CP, тому CP-симетрія буде збережена в цілому. Аномальний надлишок речовини над антиречовиною після Великого вибуху таким чином пояснюється надлишком антиматерії перед Великим вибухом.